# Nadaillac-de-Rouge
Nadaillac-de-Rouge är en kommun i departementet Lot i regionen Occitanien i södra Frankrike. Kommunen ligger i kantonen Payrac som tillhör arrondissementet Gourdon. År 2022 hade Nadaillac-de-Rouge 170 invånare.

## Befolkningsutveckling
Antalet invånare i kommunen Nadaillac-de-Rouge
| Referens: INSEE |